# Zoscales
Zoscales (Zoskales), Za Hacala (Za Haqala), Za Hacale (Za-Hakale) ou Za-Hacli (Za-Hakli), reinou por 13 anos de 76 a 89. Acredita-se que foi o primeiro monarca do que virá a ser o Império de Axum no Chifre da África onde se localizam hoje a Etiópia e a Eritreia. Seu reino incluía a antiga cidade portuária de Adúlis.

## História
O Périplo do Mar Eritreu assinala Zoscales como o governante do porto de Adúlis na Eritreia e cujos territórios se estenderiam do país dos moscófagos (comedores de vitelo) até a Barabaria, ou, seja que abrigariam atualmente toda a região costeira de Suaquém no Sudão até Zeilá na Somália. 
Pelo menos desde Henry Salt, alguns estudiosos, incluindo Sergew Hable Sellassie  e Y.M. Kobishchanov,  o identificaram com Za Hacala, que está listado na lista dos reis do Tarik Negusti como tendo governado por 13 anos, e que governou entre Za Zalis (Za-Malis) e Za Dembalé (Za Demaé).  G.W.B. Huntingford ressalta, por outro lado, que não há informações suficientes para ter certeza dessa identificação. Ele argumenta, em vez disso, que Zoscales era um governador mesquinho cujo poder estava limitado apenas a Adúlis.  Lionel Casson também desconfia dessa identificação, alegando que além da teoria de Huntingford de que Zoscales fosse o governador de Adúlis subordinado ao império axumita, existe uma terceira hipótese de que Zoscales governasse num reino independente com base em Adúlis. 

## Reinado
A estimativa de quando ocorreu seu reinado é incerta , segundo o Tarik Negusti ou Crônicas dos reis da Abissínia, a duração do reinado de Zoscales, foi de treze anos, e suas datas foram corrigidas por Henry Salt, iniciando em 76 e terminando em 89,  seguindo uma nota na Crônica de que o nascimento de Cristo ocorreu no oitavo ano do reinado de Zabaesi Bazen um de seus predecessores. A data da ascensão ao trono de Zabaesi Bazen foi de 84 anos antes da de Zoscales. Já Wilfred H. Schoff acreditava que identificação de Salt do nome estava correta, mas duvidava das datas, para ele As Crônicas foram escritas séculos depois dos eventos e dificilmente poderiam ser aceitas como definitiva na ausência de outras evidências. Juntando com o fato de quase todos os reinados terem durado um número par de anos, ou tantos anos e seis meses, demostram que os cronistas estavam apenas estimando o tempo e é bem possível que os governantes da lista pertencessem aos vários reinos criados na região. 